# Мутатор (фильм)
«Мутатор» (англ. Mutator) — американский художественный научно-фантастический фильм 1989 года.
Фильм также известен под названием «Время животного» (англ. Time of the Beast).

## Сюжет
- Таглайн: «Учёные создали новую форму жизни, которая просуществовала только несколько часов. Правда… она до сих пор ещё жива.»

В одной из лабораторий учёные проводят опыты по генной инженерии. В результате мутаций пояляется новое существо со склонностью к уничтожению всего живого. Этот монстр убегает из лаборатории. Учёный, создавший своё детище, теперь стал его охранником, он пытается остановить монстра.

## В ролях
- Брайон Джеймс
- Кэролин Энн Кларк
- Милтон Рафаэл Меррилл
- Нил Мак Карти
- Брайен О’Шонесси[англ.]
- Эмбет Дэвидц
- Линдсэй Орбак
- Грег Лэттер